# Edward Waterson
Edward Waterson († 7. Januar 1594 in Newcastle upon Tyne) war ein englischer katholischer Priester und Märtyrer. Er diente den versteckten Katholiken in England unter der Herrschaft von Elisabeth I., bevor er 1593 verhaftet und in Newcastle upon Tyne hingerichtet wurde. Er wurde 1929 von der katholischen Kirche seliggesprochen. Sein Gedenktag ist der 8. Januar.

## Leben
Waterson wurde in London geboren und wuchs als Anglikaner auf. In seiner Jugend reiste er mit englischen Kaufmännern in die Türkei. Bei seiner Rückkehr 1588 blieb er in Rom und konvertierte unter Mitwirkung von Richard Smith zur katholischen Kirche. Sein Aufenthalt in Rom vom 29. November bis 11. Dezember 1588 ist im Pilgrim Book des Englischen Kollegs belegt. Danach kam Waterson am 24. Januar 1589 nach Reims. Er empfing am 18. August 1590 die Tonsur und die niederen Weihen, am 21. September 1591 den Subdiakonat, am 24. Februar 1592 den Diakonat und am 11. März 1592 die Priesterweihe.
Im Sommer 1592 kehrte er nach England zurück, wo die Katholiken schweren Beschränkungen unterworfen waren. Waterson diente den versteckten katholischen Gemeinden. Der junge Priester Joseph Lambton, der auf demselben Schiff war, wurde bei der Landung verhaftet, aber Waterson floh. Waterson wurde jedoch im Sommer 1593 von den Behörden verhaftet, während Lambton am 31. Juli 1592 hingerichtet worden war. Der Grafschaftsvogt zeigte Waterson die gevierteilten Reste von Lambton, um ihn einzuschüchtern, aber Waterson nahm sie als heilige Reliquien wahr. Waterson wurde bis kurz nach Weihnachten festgehalten und am 7. Januar 1594 als Verräter gehängt, ausgeweidet und gevierteilt. Als er auf das Gestell gebunden war, auf dem er zum Hinrichtungsort geschleppt werden sollte, bewegte das Pferd sich nicht, sodass Waterson aufrecht dorthin geführt wurde. Während seines Haftaufenthalts in Newgate hatte er versucht zu fliehen, indem er seine Zellentür in Brand steckte.